# Mormia austriaca
Mormia austriaca és una espècie d'insecte dípter pertanyent a la família dels psicòdids que es troba a Europa: Àustria.